# Edward Parmelee Morris

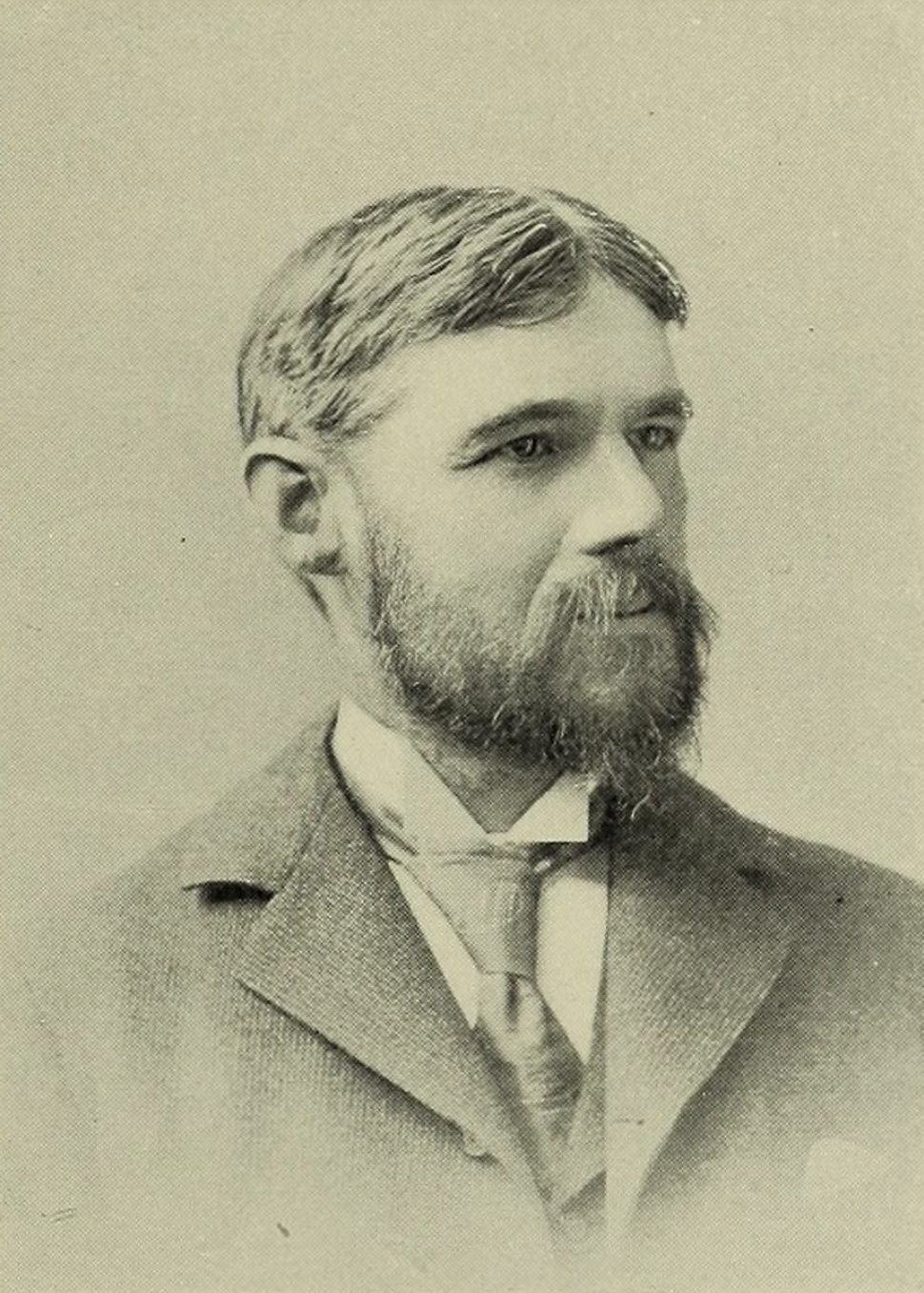
Edward Parmelee Morris

Edward Parmelee Morris (* 17. September 1853 in Auburn, New York; † 16. November 1938 in New York City) war ein US-amerikanischer Klassischer Philologe, der vor allem an der Yale University tätig war (1891–1919).

## Leben
Edward Parmelee Morris studierte an der Yale University, legte dort 1874 den Bachelorabschluss (B. A.) ab und unterrichtete anschließend an verschiedenen Hochschulen: Von 1876 bis 1877 als Professor für Latein und Geschichte am Purdue College, von 1877 bis 1879 als Professor für Latein und Mathematik am Lake Forest College und von 1879 bis 1884 als Professor für Griechisch am Drury College. Von 1884 bis 1885 nahm Morris Bildungsurlaub und vertiefte seine Studien in Europa an den Universitäten zu Leipzig und Jena.
Nach seiner Rückkehr in die USA ging Morris als Professor für Latein an das Williams College, das ihm bereits 1884 ehrenhalber den Mastergrad (M. A.) verliehen hatte. Von dort wechselte er 1891 an die Yale University und lehrte dort bis zu seinem Eintritt in den Ruhestand 1919 – ab 1909 als Dunham Professor of Latin Literature and Language. 1915 war er Präsident der American Philological Association.
In seiner Forschungsarbeit beschäftigte sich Morris seit seiner Leipziger Studienzeit besonders mit der lateinischen Syntax; außerdem veröffentlichte er Studienausgaben der Plautus-Komödien Captivi und Trinummus (1898) sowie der Satiren und Episteln des Horaz (1911).
Morris erhielt die Ehrendoktorwürde des Williams College (L. H. D. 1904) und der Harvard University (Litt. D. 1909).

## Schriften (Auswahl)
- The Study of Latin in the Preparatory Course. Boston 1886
- The Captives and Trinummus of Plautus. Boston 1898
- On Principles and Methods in Latin Syntax. New York 1901
- Horace. The Satires. New York 1911
- Horace. The Epistles. New York 1911
- The Fore-and-Aft Rig in America. New Haven / London, 1927